# Arctosa hunanensis
Arctosa hunanensis är en spindelart som beskrevs av Yin, Peng och Youhui Bao 1997. Arctosa hunanensis ingår i släktet Arctosa och familjen vargspindlar. Inga underarter finns listade i Catalogue of Life.